# Льюис (округ, Айдахо)
Лью́ис (англ. Lewis ) — округ в штате Айдахо. Административным центром является город Незперс.
На территории округа преобладает морской климат.
Название округа происходит от имени путешественника Льюиса, который вместе с другим путешественником Кларком участвовал в экспедиции 1805 года. Целью экспедиции являлось исследование Айдахо.

## История
Округ Льюис был образован 3 марта 1911 года. Название округ получил в честь Мериветера Льюиса, члена экспедиции Льюиса и Кларка.

## Население
По состоянию на июль 2008 года население округа составляло 3594 человек. С 2003 года население уменьшилось на 153 человека, то есть на 4,08 %. Ниже приводится динамика численности населения округа.

## География
Округ Линкольн располагается в северо-центральной части штата Айдахо. Площадь округа составляет 1243 км², из которых 2 км² (0,16 %) занято водой.
|          |        | Нез-Перс | Клируотер |  |
| Нез-Перс | север  | Айдахо   |           |  |
| Нез-Перс | Льюис  | Айдахо   |           |  |
| Нез-Перс | юг     | Айдахо   |           |  |
|          | Айдахо |          |           |  |

### Дороги
- — US 12
- — US 95
- — ID-7
- — ID-62
- — ID-162

### Города округа
- Крейгмонт
- Камия
- Незперс
- Рубенс
- Уинчестер

### Достопримечательности и охраняемые природные зоны
- Национальный заказник Клируотер (частично)